# 紺碧の艦隊
『紺碧の艦隊』（こんぺきのかんたい）は、荒巻義雄原作の戦記シミュレーション小説である。1990年に執筆を開始し、1996年に完結した。居村眞二によって漫画化されたほか、1993年 - 2003年にかけてOVA化されている。

## 概要
『旭日の艦隊』とは表裏一体の関係にあり、また同時期の話として『紺碧の艦隊 特別編 蒼莱開発物語』および『旭日の艦隊 後世欧州戦史』がある。続編は『新・紺碧の艦隊』および『新・旭日の艦隊』。
小説版は徳間書店より新書全21巻が刊行されている他、2004年12月より順次文庫版が発売された。アニメ版は全32話。
いわゆる架空戦記ブームを引き起こした作品。同一の世界設定を元に「紺碧」「旭日」という2シリーズを同時並行的に執筆しただけでなく（登場人物もクロスオーバーする）、それぞれのシリーズを別々の出版社から出版するという、出版業界として極めて異例の形を取ったことでも話題になった。
ゲーム化もされ、スーパーファミコン版・PCゲーム版・3DO版・PC-FX版が存在する。
漫画版において台詞部分が日本語会話部分は通常の縦書きだが、英語会話部分は横書き、さらにドイツ語会話部分は仮名をカタカナに変えて横書きにしている。

## 小説版

### あらすじ
昭和18年4月18日、ブーゲンビル島上空で戦死した日本帝国海軍連合艦隊司令長官山本五十六は、38年前の後世世界に若き海軍少尉候補生・高野五十六として生まれ変わり、もとの「前世」とは微妙に異なる「後世」で同じ悲劇を繰り返さないため、前世より転生した者達を集めて紺碧会を結成する。
同じく、前世より転生した日本帝国陸軍中将・大高弥三郎率いる青風会とともにクーデターを起こすものの、戦争への流れは変わらず"照和"16年12月8日午前零時、運命の開戦を迎えてしまう。

## 登場人物
『紺碧』の登場人物（日本）の名は、明治維新で活躍した志士の名前からきているものが多い。一方、読者や挿絵画家の名前を使っている場合もある。

### 日本帝国
大高弥三郎
声 - 藤本譲
陸軍中将。前世日本からの生まれ変わりの一人であり、陸軍内から同じ志を持つ精鋭を集めて「青風会」を結成する。高野五十六率いる紺碧会と共にクーデターを起こし新政府を樹立、内閣総理大臣となる。陸軍軍人でありながら海軍力を重視するという、当時の陸軍ではきわめて珍しい人間である。恒久平和を目指すため、あえて戦争へと踏み切った。勝つ戦より負ける戦、つまりはより良き負けを目標に掲げている。趣味は碁で、腕前はプロ並の実力を持つ。照和16年のクーデター直後に組閣の大命が下ったことから、皇族と何らかの交流を有していることが暗示され、コミック版では明確に描写されている。
前世でも陸軍軍人であり、昭和20年末に病没している。
漫画版とアニメ版では容姿がかなり異なり、前者は短髪で後者は白髪の老紳士となっている。後者で首相就任後は蝶ネクタイを付けるのが常となる。
高野五十六
声 - 屋良有作
海軍中将→海軍大将。連合艦隊司令長官→軍令部総長（クーデター後に就任）。前世では山本家に養子縁組して山本五十六となったが、後世では高野姓のまま。また、コミック版・OVA版では前世で日本海海戦の時に失われた指が暴漢の発砲によりなくなっているが、原作ではなくなることがない。軍国主義に走る日本の将来を危惧するとともに海軍から同じ志を持つ者を集めて精鋭集団「紺碧会」を結成し、大高弥三郎率いる青風会と一緒にクーデターを起こす。海軍の軍人としては初めて航空機による戦闘の重要性にいち早く気付いた人物である。「紺碧艦隊」および「旭日艦隊」の生みの親。
西郷南州
声 - 塩屋浩三
副総理。大高率いる清貧党と連立を組む太陽党の総裁。後に大高の後を受け総理大臣に就任する。鹿児島県出身で、薩摩弁を喋る。
文庫版では、名前が西郷南周となっている。
木戸孝義
声 - 飛田展男
外相。大高とは若き日からの付き合いであり、結成時からの青風会メンバー。
名前のモデルは木戸孝允。
九重
声 - 菅原淳一
元首相の公爵。OVA版では貴族院の重鎮として、東方エルサレム共和国建国に関して、亡命ユダヤ人代表ラビ（声 - 丸山詠二）との交渉役を担う。
前世における近衛文麿。
前原一征
声 - 田中秀幸
海軍少将。表向きは照和16年12月のハワイ奇襲攻撃において戦死したとされ、日本海軍が誇る秘匿潜水艦隊「紺碧艦隊」の艦隊司令長官として活躍している。前世日本からの転生者の一人で、紺碧会のメンバー。
彼の生存は軍事機密とされ、大高や高野を初めとする軍上層部や政府幹部、東野源一郎らしか知らない。陸上において情報収集や基地の視察などには従軍画家、富嶽太郎画伯に変装し行動する。実際、絵の腕前は本物の画家にも引けを取らない実力を持つ。原作では超能力を持ち、海上にいる敵を察知したり出来るが、OVA版ではその描写はほぼ皆無である。また漫画版では妻の存在も描かれているがOVA版では触れられておらず、第三話「帝都初空襲」で一般市民の家族の姿を見て物思いに耽るなどの描写に留まっている。
名前のモデルは前原一誠。
なお田中は前原の登場しない『旭日の艦隊』OVAではナレーションを担当している。
入江九市
声 - 飛田展男
海軍大佐。紺碧艦隊旗艦伊601潜富嶽号艦長。後に亀天号・須佐之男号に転属する。実質的な副司令官。前世日本からの転生者の一人で、紺碧会のメンバー。
名前のモデルは入江九一。
蔵田育之進
声 - 新田三士郎→千葉一伸
海軍大佐。富嶽号・亀天号・須佐之男号の航海長をつとめており副司令官と同等の地位の人物。前世では商船に乗っていて機雷により死亡した。
品川弥治郎（矢冶郎とも記されることもある）
声 - 大滝進矢→佐藤正治
海軍中佐。イ601潜富嶽号先任士官。入江と同じく亀天号・須佐之男号に転属することになる。一時、新日本武尊に乗艦していたこともあった。
名前のモデルは品川弥二郎。
寺島丑三郎
声 - 掛川裕彦→相沢正輝
イ601潜富嶽号水雷長。大尉。
名前のモデルは寺島忠三郎。
大竹馬太郎
声 - 森川智之→中博史
航空特務大尉。イ601潜富嶽号搭載双発水上攻撃機「雷洋」1番機パイロット兼紺碧艦隊飛行長。
山根周介
海軍二等兵曹。伊601聴音手。元は横須賀海兵団の海軍軍楽隊に所属していたが、音楽をやる者は耳がいいのではないかと思った前原が引き抜いて訓練した。
楢木滋之
海軍大佐。伊502潜快竜号艦長で後に富嶽号艦長になる。
尾崎克彦
海軍中佐。伊503潜爽海号艦長で後に亀天号艦長になる。
伊藤正典
海軍中佐。伊501潜水神号艦長で後に須佐之男号に転属する。
山崎正登
伊901潜艦長。
斎藤一
海軍少佐。伊168潜艦長。前原の士官学校時代の後輩。
高杉英作
声 - 銀河万丈
海軍中将。航空機動艦隊司令長官。前世日本からの転生者の一人で、紺碧会のメンバー。前世ミッドウェー海戦では赤城に乗っていた。
名前のモデルは高杉晋作。
九鬼鷹常
声 - 宝亀克寿→中嶋聡彦
海軍中将。特務海兵師団の司令官。前原の士官学校時代の友人。前世日本からの転生者の一人で、紺碧会のメンバー。
川崎弘
声 - 吉川虎範→江川央生
紅玉艦隊司令長官。前世日本からの転生者の一人で、紺碧会のメンバー。戦時特例で元帥に昇格した。
戦闘で負傷した際、入院先のコーチンの病院で担当になった看護婦を見染め結婚したが、OVA版では触れられていない。
坂元良馬（初期は「坂本龍馬」と表記されている）
声 - 掛川裕彦→相沢正輝
主力艦隊司令長官。海軍中将。海軍の主力艦隊の指揮を執り、高杉艦隊の後詰や本土防衛を担当する。
名前のモデルは坂本龍馬。
東郷兵八郎
声 - 郷里大輔
海軍少将。対潜航空護衛艦隊司令長官。前世日本からの転生者の一人で、紺碧会のメンバー。朝日島設営輸送艦隊を護衛し、独潜水艦隊を撃滅した。
松島九平
声 - 野島昭生
海軍大佐。朝日島設営輸送部隊の隊長。桜木大佐とは士官学校以来の親友である。
名前のモデルは『海底軍艦』の登場人物。
桜木重雄
声 - 相沢正輝
海軍大佐。紺碧艦隊の印度洋作戦展開のため、急遽設営された前線基地、朝日島（第二紺碧島）の基地司令官を務める。
名前のモデルは『海底軍艦』の登場人物。
臼井丈男
声 - 松本保典
海軍大佐、土浦水爆飛行団司令。超大艇「富士」3機を率い、独原爆工場を破壊した。
日向昭了
声 - 中博史
海軍少佐→海軍中佐。高野五十六の副官。前世日本からの転生者の一人。紺碧会のメンバー。
厳田新吾
声 - 新田三士郎
海軍中佐→空軍中将。海軍所属だったが、後に空軍大臣・戦略空軍司令長官となる。紺碧会のメンバー。
前世における源田実。
黒羽飛出雄
空軍中将。空軍参謀長。蒙古決戦に参戦する。
桂虎五郎
声 - 長嶝高士
陸軍元帥。陸軍参謀総長。青風会のメンバー。
名前のモデルは桂小五郎。
貝賀友信
陸軍中将→陸軍大将。陸軍参謀次長だったが、蒙古決戦直前に参謀総長に昇格する。
熊谷直
声 - 水鳥鐵夫
陸軍少将。戦時特例で元帥に昇格する。インド方面軍司令官として陸軍機甲師団「夜豹師団」を率いる。前世日本からの転生者の一人。青風会のメンバー。
瀬戸基
声 - 細井治
陸軍少将。熊谷の下で戦車連隊を指揮する。第三次大戦では中将に昇進し機甲師団を率いてアフリカ・欧州を転戦した。
伊唐秋彦
声 - 千葉一伸
陸軍大佐。熊谷付の参謀長。第三次大戦では瀬戸機甲師団の参謀長を務めた。
井上門多
声 - 相沢正輝
海軍大佐。高杉艦隊参謀長。
名前のモデルは井上馨。
二本柳勝利
声 - 宮田浩徳
紅玉艦隊航空参謀。川崎長官から前原一征の素性をある程度知らされ、紺碧艦隊と共同で印度洋のUボート狩りを行う。
高田暁郎
声 - 千葉一伸
航空兵軍曹。北海道本別飛行隊所属の桜花隊隊長。ヨルムンガンド迎撃の指揮を執る。
本郷義昭
声 - 古澤徹→松本保典
陸軍少佐。諜報機関「東機関」指揮官。青風会のメンバー。ナチス・ドイツに潜入しヒトラーの重要機密文書を盗み出す等、世界を股にかけて活躍している。
名前のモデルは、山中峯太郎の小説『亜細亜の曙』に登場する同名の諜報員。
中岡新太郎
声 - 二又一成
表向きは上海の貿易商だが、正体は日本の諜報員。紺碧会のメンバー。前原をボースの許に案内する。
名前のモデルは中岡慎太郎。
川洲芳子
声 - 折笠愛
表向きは満州国で活躍する女優だが、正体は日本の諜報員。大高首相の命で戦略会議に出席するため大陸に渡った前原を護衛した。得物はモーゼルC96。
前世における川島芳子。
伊藤俊助
声 - 梁田清之
東洋聯合通信の上海支局長だが、正体は「海の目」の諜報員。前原の命を狙うが、川洲に射殺される。
名前のモデルは伊藤博文。
東野源一郎
声 - 菅原淳一
後世日本を技術面で支援する泰山航空工業株式会社社長。前世日本からの転生者の一人。
山内太介
声 - 鈴木勝美
泰山航空工業の技術者。熱源誘導式のTY式航空爆弾の発明者。臼井丈男に協力し、独逸原爆工場爆撃のための天極作戦に貢献する。
OVA版では、名前が山内大介となっている。
昔原侃時
声 - 西村知道
陸軍予備役中将。東洋戦略研究所所長。大高の師匠であり、重要なブレーン。通称「奇想将軍」。
前世における石原莞爾。
室生直毅
声 - 鈴木勝美
大高の経済面でのブレーン。堅苦しい生活を嫌い、下町の長屋で一人暮らしをしている。後に『新・旭日』で前世江戸時代から転生してきた杉田玄白の門人であったことが明らかになった。
佐久間祥山
帝大総長。大高に見識を見込まれ、賢議院議長に就任する。
尾崎英雄
声 - 千葉一伸
東京日売新聞記者。「弦月作戦」に先立ち、大高首相の命を受け、雷洋からワシントンに降下。以後連邦刑務所に4年間収監されたが、日米和睦直前にトルーマンの親書を携え帰国した。
前原紫都
前原の妻。高野五十六の計らいで、照和20年に満州国ハルピンで開かれた統合戦略会議の宿舎にて、公式には戦死とされていた前原一征と再会を果たす。後に紺碧島に移住する。OVA版では登場しない。
前原千鶴
コミック版終盤から活躍する前原の娘。前世では宇宙飛行士だったが軍産複合体の陰謀によって乗っていた宇宙船を破壊されて転生した。『新・紺碧』ではメインキャラクターの一人である。
尾方某
声 - 新田三士郎
元旭日新聞記者。九重のブレーンだが、正体はコミンテルンの諜報員。大高はそれを見抜き、逆に利用して米ソに「日本の原爆開発」という欺瞞情報を流した。
前世における尾崎秀実。OVA版では、名前が尾方四郎となっている。
南条英機
声 - 塩屋浩三（CDドラマ版）
陸軍大将。開戦直前に首相となったが、開戦決定の御前会議直後、12月1日の青風会・紺碧会合同クーデターで失脚。
CDドラマ版『デジタルストーリー紺碧の艦隊』第一部「運命の開戦前夜」ではクーデター成功後に収監され獄中より大高の非を鳴らすが、米国の策謀に乗せられたことを指摘され完全に論破される会話がある。
前世における東条英機。
綾
声 - 椎名へきる
CDドラマ「運命の開戦前夜」に登場するオリジナルキャラクター。紺碧艦隊発足準備のため、富嶽太郎として行動していた前原の下宿先の娘。富嶽太郎に好意を持ち、彼も開戦前のひとときの安らぎを過ごすが、正体を見抜き、出征直前の別れの際に軍神八幡神のお守りを渡す。その後も、戦局報道すら極力抑えられた戦時の後世日本で、前原ら最前線の兵士たちを案じる庶民のひとりとして、ドラマに登場する。
旭日艦隊関係者は旭日の艦隊を参照。

### アメリカ合衆国
ヘンリー・ルーズベルト
声 - 徳丸完
米大統領。「海の目」と結託し日本を戦争へ引きずり込んだが敗北が続き、遂には前世同様原子爆弾の実戦使用を思い立つ。しかし、研究所を爆破された報告を受けた際、「脳溢血」で憤死したと思われたが、物語終盤に於いて影の政府「海の目」組織の最高位にある「大至高」として「Uマック」を完成させたベンツァーと接触しており、表向きでは死亡したこととなっている。
前世におけるフランクリン・ルーズベルト。
ルイス・マッカーサー
声 - 菅原淳一
米陸軍元帥。北西太平洋戦域司令官。ニューギニアでの作戦失敗で職務を解かれオーストラリアで隠遁同然となるも、米三将軍クーデターで復権し、インド方面軍に赴任する。
前世におけるダグラス・マッカーサー。
ハリエット・アイゼンハワー
声 - 西村知道
米陸軍元帥。北大西洋戦域司令官。トルーマン政権では国防長官に就任する。マッカーサー、リーガンと連合しクーデターを敢行、大統領に就任し日本と和睦した。
前世におけるドワイト・D・アイゼンハワー。コミック版では名前がロバート・アイゼンハワーとなっており、OVA版では「ハリエット・アイゼンハワー」と「ロバート・アイゼンハワー」が混在している。
ドナルド・ダック・リーガン
声 - 池田勝
米海軍少将。北太平洋艦隊司令長官。ダッチハーバー沖海戦で高杉艦隊に敗れた後は、日米和睦を推進する立場にまわり、大統領選にも立候補した。米三将軍クーデターで元帥に昇進し、太平洋艦隊司令長官に就任する。
前世におけるロナルド・レーガン。
ダッチハーバー沖海戦の後、高杉とは親友の間柄になり、戦後に大統領になった後も高杉に深く感謝していた。
文庫版では、名前がロナルド・ダック・リーガンとなっている。
キンメル
声 - 沢木郁也
米海軍大将。開戦時の太平洋艦隊司令長官。日本艦隊に有効な手を打てず降伏し、艦艇を奪われた。
前世におけるハズバンド・E・キンメル。
ハルゼー
声 - 佐藤正治
米海軍中将。開戦時の空母部隊司令官。紺碧艦隊により艦隊を壊滅させられ戦死する。
前世におけるウィリアム・F・ハルゼー。
ウィリアム・モルガン
声 - 大滝進矢
米海軍第7艦隊司令官。オーストラリア防衛を担っていたが、ニューカレドニアの海戦で艦隊と共に沈んだ。
アーノルド・フレッチャー
声 - 千葉一伸
米海軍中将。トレス海峡で紺碧艦隊に艦隊を壊滅させられた。
前世におけるフランク・J・フレッチャー。
アラン・F・ブルックス
米海軍大将。アルゼンチン遠征軍司令長官。Uボート艦隊の攻撃を受け大敗し、退却を余儀なくされる。
ノーマン・ウィロビー
声 - 飛田展男
米陸軍大佐。マッカーサーの情報参謀。
前世におけるチャールズ・ウィロビー。
マジソン
声 - 塩屋浩三
米空軍大佐。B32ルシファー隊隊長。日本が占領した真珠湾を空爆したが、クリスマス島に着陸したところを高杉艦隊旗艦比叡の砲撃を受け戦死する。
ベル
声 - 長島雄一
米陸軍少佐。クリスマス島工兵大隊長。日本軍に爆撃された滑走路の整備を行いルシファー隊を誘導するが、高杉艦隊の砲撃を受け戦死する。
ビル・トルーマン
声 - 掛川裕彦
米大統領。ルーズベルトの後をうけたが、「海の目」に次第に反発するようになる。そのため「海の目」に暗殺されかけるが、これを事前に察知して事なきを得「アイゼンハワーに政権を譲る」という形で失脚した。
前世におけるハリー・S・トルーマン。
トーマス・ストーヴァー・アイゼンハワー
ハリエット・アイゼンハワーの弟。選挙対策本部長。
コミック版では、名前がハリエット・アイゼンハワーとなっており、兄の名前はロバート・アイゼンハワーとなっている。
マイク・オッペンハイマー
声 - 中博史
科学者。「マンハッタン計画」の責任者として原子爆弾の開発に当たる。
前世におけるロバート・オッペンハイマー。
ハリー・メーソン
声 - 塩屋浩三
米CIA長官だが、「海の目」の幹部でもある。「海の目」に反発するトルーマンに暗殺をチラつかせ脅迫する。
ハリマン
声 - 宮田浩徳→長嶝高士
ワシントン・ポスト（OVA版ではデイリー・ワシントン）編集長。大高からの米国民への手紙に感激し、尾崎英雄を支援するとともに日米和睦の論壇を築く。パールの上司でもある。
ハーマン・ペルー
声 - 飛田展男
表向きは銀行家だが、正体は「海の目」の幹部。大統領への使節の役割を担う。
フーヴァー
米FBI長官。「海の目」はトルーマン暗殺後の後継大統領にすることを目論んでいた。強烈な反共主義者。
前世におけるジョン・エドガー・フーヴァー。

### ナチス第三帝国→神聖欧州帝国
ハインリッヒ・フォン・ヒトラー
声 - 沢木郁也
総統。後に神聖欧州帝国の皇帝に即位する。その矛先はヨーロッパだけでなく、全世界に向けられる。覡王（げきおう、呪術によって統治する者）として霊能力を持ち、連合軍の動きを察知したり、自らの危険も回避したことも少なくない。メディアによっては吸血鬼の如く、若い白人女性を生贄に霊力を得たり、マゾヒストの面も持っていたりする。
前世におけるアドルフ・ヒトラー。
エアハルト・ゲーリング
声 - 大滝進矢
独国家元帥。空軍長官。どちらかといえば禁欲的な生活をしているヒトラーとは違い、毎晩のように盛大なパーティーをしており、そこから様々な情報を仕入れてくる。「理性の術策」作戦の際の行動が災いし、国家反逆罪で銃殺刑に処せられた。
前世におけるヘルマン・ゲーリング。文庫版では、名前がルドルフ・ゲーリングとなっている。
ヨアヒム・ペーター・ゲッベルス
声 - 飛田展男
宣伝相。ナチスのプロパガンダを一手に引き受けると同時に、ヒトラーの精神安定にも努めている。コミック版『旭日の艦隊』ではマイントイフェルの行動を盗聴・監視し、失脚させる口実を探している。
前世におけるヨーゼフ・ゲッベルス。
ルーデンドルフ
声 - 中博史
独陸軍元帥。陸軍参謀総長。高官粛清で追放された。
ヒンデンブルク
声 - 掛川裕彦
独陸軍元帥。OKW（OVA版では「OKR」と表記）参謀総長。ヒトラー曰く「ただの飾り」。高官粛清後追放。
コミック版『旭日の艦隊』では、名前がクラウス・ヒンデンブルクとなっている。
アルフレート・ヒムラー
声 - 中博史
親衛隊長官。マイントイフェルとは対立関係にある。コミック版では「海の目」の指示を受け、マイントイフェルを米国に亡命させる。
前世におけるハインリヒ・ヒムラー。
コンラッド・フォン・ロンメル
声 - 池水通洋
独陸軍元帥。インド攻略軍総司令官。後にヒトラーが自分を抹殺しようと企んでいることを知り、数十万の将兵と共に蒙古へ脱出し、亡命臨時政府・自由ドイツ政府を樹立。大高弥三郎の盟友となるが、前世記憶を持つ描写は皆無である。
前世におけるエルヴィン・ロンメル。文庫版では、名前がコンラート・フォン・ロンメルとなっている。
ワルター・G・F・マイントイフェル
声 - 堀秀行
血の純潔と思想的な信頼を誇る金髪碧眼のエリート集団「新貴族」の一人で、高官粛清後にOKW参謀総長に就任する。OVA版では大高が仕掛けた「理性の術策作戦」から危機に瀕したヒトラーを守った功績から参謀総長に就任する。旭日艦隊を潰そうとするも、旗艦日本武尊の撃沈に失敗し、さらに蒙古決戦で敗れたためヒトラーの逆鱗に触れ、粛清される。
コミック版では『紺碧』ではヒムラーの手引きで「海の目」の一員になり、『旭日』では日本側の手引きでアメリカへ亡命しそのまま成功を収めるなど、それぞれ展開が異なる。原作では「月の兎撃ち作戦」以降は登場していない。
ヴィルヘルム・ヨードル
声 - 江川央生
独海軍大将。主力艦隊を率いて紅海を南下中、紺碧艦隊の飽和攻撃によって乗艦を撃沈され戦死。
前世におけるアルフレート・ヨードル。
フリードリッヒ・フォン・ゴットシャルク
声 - 鈴置洋孝
独海軍大佐。砲撃潜水艦UX-99艦長。米核施設を破壊し帰国の途上、紺碧艦隊に乗艦を拿捕され、部下と共に捕虜となった。
カール・ブルークシュ
声 - 広瀬正志
独海軍少将。第301水中襲撃艦隊司令官。インド洋でUボート部隊を指揮して紅玉艦隊に大打撃を与えたが、東郷艦隊との戦闘で乗艦を撃沈され戦死する。
ハウエッセン
声 - 菅原淳一
独陸軍大将。ロンメルの部下で一目置かれていた男だったが、インド戦線で戦死する。
フリッツ・フォン・リップス
声 - 中博史
独陸軍大将。ロンメルの部下。ロンメル曰く「勇猛果敢な男だが複雑化した戦況では判断力に欠ける」とのこと。熊谷が仕掛けた罠にかかり、英印軍の捕虜となった。
プンゼン
声 - 堀秀行
独陸軍大佐。リップスの参謀長であり、ロンメルにも一目置かれていた男だった。日本海軍のジャルガーオン空襲で戦死した。
デーニッツ
独空軍大尉。ヨルムンガンド第三攻撃隊長。札幌爆撃を担当するが、桜花隊の攻撃を受け戦死する。
トマス・フォン・ドルーデ
声 - 菅原淳一
独海軍大将。大地中海艦隊第3機動部隊司令長官。新貴族の一人。南大西洋で紺碧艦隊の一斉雷撃の前に歯が立たず、戦死する。
アンドレアス・ゴシェット
声 - 中博史
独海軍少将。大地中海艦隊第3機動部隊副司令官。乗艦ポメラニアを撃沈された際に海に放り出され、亀天号に拾い上げられて捕虜となる。OVA版では戦死する。
文庫版では、名前がアンドレアス・ゴッシェトとなっている。
カール・フォン・ローブ
声 - 宮田浩徳
独海軍大将。大地中海艦隊第2機動部隊司令長官。セント・ヘレナ島沖での高杉艦隊との戦闘で戦死する。
ヘルマン・F・シェラー
独海軍少将。南太平洋方面潜水艦隊第9潜水戦隊司令官。ローブ艦隊と合流し米艦隊攻撃に向かうが、紺碧艦隊に敗れる。撃沈寸前のところを「海の目」に救われ、スカウトされる。
ハイネマン
声 - 飛田展男
独陸軍大将。亜細亜征服軍の将軍。ウルムチ方面から進行するが、大高の策にはまり降伏する。
ショットキー
独陸軍少将。ハイネマンの部下。大高の策にはまり戦死する。
ダム・ベンツァー
帝国魔術センター所長。ナチスの魔術面を担当しているが、機密情報であるホルス16の動力原理を言い当ててしまったため、ゲシュタポの監視下に置かれてしまう。後に「海の目」にスカウトされ、ドイツから脱出する。

### 大英帝国
キィストン・チャーチル
声 - 佐藤正治
英国公爵。日英同盟復活まで首相だったが、チェンバレンに政権を譲る。チェンバレン政権がヒトラーに降伏してからはインバネスに臨時政府を樹立し、抵抗を続けた。
前世におけるウィンストン・チャーチル。
チェンバレン
元首相。チャーチルの退陣により首相に復帰する。トド作戦による独軍の侵攻を受けヒトラーに降伏し、傀儡政権である南イングランド政府の首相に就任する。
前世におけるネヴィル・チェンバレン。
マウントバッテン
声 - 宮田浩徳
英陸軍大将。インド方面英国軍司令官。博識だが頑固な性格で、熊谷達から「山×（やまばつ）将軍」と渾名をつけられた。
前世におけるルイス・マウントバッテン。
ベーコン
英陸軍中将。マウントバッテンの部下。熊谷と共にドイツ軍を迎撃する。

### ロシア
レオン・トロッキー
声 - 千葉一伸
本郷の手引きで日本に亡命後、大戦末期にハバロフスクを首都として東シベリア共和国を建国。
前世におけるレフ・トロツキー。
ネロヴィッチ・K・スターリン
声 - 相沢正輝
ソ連の独裁者。ドイツ軍に敗北を続けつつも、堅牢なウラル要塞とその東方にある工業地帯の工業力を武器に権力を保っていたが、ウラル要塞崩壊後、行方不明になった。
前世におけるヨシフ・スターリン。コミック版では、名前がアレクセイ・マクシモヴィッチ・スターリンとなっている。
ナターシャ・バレンボイム
声 - 鷹森淑乃
ユダヤ系ロシア人。ウラル山脈以西のロシアをほぼ支配下においた第三帝国の圧政から夫と共に逃亡したが、夫はナチの臨検から彼女を守り死亡、一人で逃避行を続けるも、印度にて旅費がつき途方にくれていたところを視察旅行中の前原と出会い、援助を受け、前原と一夜を共にする。
文庫版では、名前がナターリア・バレンボイムとなっている。

### 中国
周恩来
声 - 中博史
人民中国の首相。名前は前世と同名。
劉邦
声 - 麦人
人民中国軍の将軍。天山要塞司令官。天山山脈方面から侵攻した独軍を撃破した。
項羽
人民中国軍元帥。人民中国軍総司令官。
呂
声 - 宮田浩徳
中華中国の外相。日本を訪れ、大高と会談する。

### その他の登場人物
エルンスト・アインシュタイン
科学者。ナチスの圧政から逃れるため日本に亡命し、空中戦艦富士の開発に協力する。日本では「一石博士」と呼ばれている。
前世におけるアルベルト・アインシュタイン。
ボース
声 - 菅原淳一
ドイツの迫害を逃れてきたマダガスカル島の有力者。逃亡先の上海で前原に会い、マダガスカル島奪還のため協力する。
前世におけるスバス・チャンドラ・ボース。
サラ
声 - 永島由子
ボースの孫娘。ゲシュタポの拷問に屈しなかったボースに手を焼いた彼らの手で、ボースの目の前で拷問を受けた過去がある。前原に惚れていた。
張占山
満州人の青年。日本での留学を終え満州に帰国した際、あじあ号で前原と出会う。後年、満州国の首相に就任する。
省力
満州軍総司令官。バイカル方面から侵攻した独軍を撃破した。
アリクブカ
モンゴル人の青年。大高の援助で日本に留学した過去を持つ。現在はモンゴルで教育関係の仕事に就いているが、亜細亜国連総軍にも協力している。
スワディー・ガンディー
声 - 菅原淳一
インドを独立へと導いた指導者。ナグプールで前原と会談する。
前世におけるマハトマ・ガンディー。
プラフモ7
大高直属のインド諜報機関「プラフモ機関」の女諜報員。ロンメル軍の動向を探る。
アブドラー・フセイン
イラクの独裁者。クーデターを起こして政権を掌握し、ドイツと同盟を結ぶ。『我が闘争』の愛読者であり、ヒトラーからは「ムッソリーニよりも信用出来る」と評されている。
前世におけるサッダーム・フセイン。OVA版では名前がアブドラー・カシムに、文庫版ではアブドラー・アッシュとなっている。
ナルメル
「海の目」の首領。全アジアの市場化を狙い、第二次世界大戦を引き起こさせる。OVA版では登場しない。
「海の目」の首領としては「独裁最高総監」が正式名称だが、OVA版では「大統領」、コミック版『新・旭日の艦隊』では「総裁」、『新・旭日の艦隊 須佐之男死闘篇』では「CEO」と呼ばれており、メディアによって名称が異なる。

## 登場兵器

### 日本（艦船）
特潜伊601 富嶽号
紺碧艦隊初代旗艦。鶴翼陣形の「艦隊殲滅雷撃」を行う際は、扇のかなめに当たる位置に陣取り、僚艦へは音通を持って連係攻撃を指揮する。
潜伊3001 亀天号
紺碧艦隊2代目旗艦。トリウム融塩炉・電磁推進の実験艦。初代と違い、攻撃よりも情報収集に特化した艦でもある。
超潜伊10001 須佐之男号
紺碧艦隊3代目旗艦。核融合炉・電磁推進を活かして最大速度100ノット（巡航60ノット）の高速を誇る。後の第三次大戦でその真価を最大限に発揮した。なお、漫画と小説ではかなりデザインが違う。
潜伊500型
紺碧艦隊主力型潜水艦。水上戦闘爆撃機「春嵐」3機を搭載。建造艦は伊501水神号、伊502快竜号、伊503爽海号の3隻。OVA12巻ではカタパルトを旋回させて噴式春嵐を発艦させていた。
潜補伊700型
紺碧艦隊付補給潜水艦。電子水上偵察機「星電改」2機を搭載。建造艦は乙姫号、浦島号、竜宮号の2隻。
海中要塞 鳴門
12隻の潜水艦が連結する海中移動基地。無艦橋型呂号潜の支援を行う。艦内では大規模な手術ができるほか風呂など支援潜乗組員のためのレクリエーション設備がある。原作では12隻全て同じ形状だが、OVAではうち4隻が水上機格納庫を有していた。武装は主に防御用の対空噴進弾や対潜短魚雷などしかないため護衛があることが多い。
潜揚大伊900型
兵士500人を搭載できる輸送潜水艦。サモア・マダガスカル攻略戦で活躍した。船体は富嶽と同じだが機関の大きさが違うため速度では劣っている。また対空能力が優れており、紺碧艦隊でも900型が対空警戒をすることが多い。補給艦能力も持ち、揚陸作戦などがない時は輸送の任務についている。同型艦は9隻。
潜補伊1000型
紺碧艦隊および水上機用補給潜水艦。司令塔が艦尾にあるため、甲板はB32を乗せられるほど広い。
無艦橋型特呂号潜
鳴門が支援する小型潜水艦。主な使い方は諜報活動、輸送艦攻撃。また艦底に海底匍匐装置（無限軌道）を装備。
巡洋潜水艦呂200型
大戦初期、豪州封鎖戦より使用された巡洋潜水艦。後世艦籍種別『潜高中』の中規模高速潜、前世「潜中型」と「潜高型」の折衷型艦種である。主機ワルター機関によるポンプジェット推進器一基を艦尾に持つ。船首と船尾に魚雷発射管を持ち、対潜攻撃や通商破壊作戦に従事した。紺碧艦隊旗下に連絡潜として201 - 5までの5艦が先行配備された。
伊一六八型潜水艦
原作、コミック版でのハワイ作戦時、前原司令官は伊一六八潜に座乗していた。史実でも『ハワイ作戦』で活躍した艦型である。劇中ではハルゼー座乗の空母エンタープライズに打撃を与え、随伴していた巡洋艦、駆逐艦を撃沈した（その後、前原はハワイ沖にて富嶽号に移乗した）。OVAでは登場していない。
伊号第一八潜水艦
巡潜丙型2号艦だった 前世同名艦と異なり、改高型（前世『巡潜乙型』相当。前世「巡潜特型」や「巡潜改甲型」に相当する後世「海大型」と「呂号潜」などの「海高型」の折衷タイプ）潜水艦であり、偵察任務などに就いていた。劇中では艦型は登場しないが艦載機を使ってダッチハーバーに潜伏していたリーガン艦隊を発見している。この際に使用した艦載機は原作、コミックでは「星電改」だったがOVAでは「春嵐」であった。
前世「艦載機搭載潜水艦」として「巡潜甲型」が計画、建造されている。
戦略空母「建御雷」（たけみかづち）
印度戦線から投入された帝国海軍最新鋭の大型航空母艦。前世信濃の生まれ変わりであるが、艦の能力はそれを凌いでいる。同型艦に「建御名方」がある。
戦艦「比叡」
高杉艦隊旗艦。前世とは違い電子・対空装備が充実しており建御雷登場まで日本水上部隊の主役として活躍した。物語終盤で撃沈される。OVAでは高角砲に全周防盾が装備され、終盤では煙突が現代風になっている。
戦艦「長門」
坂元艦隊所属。前部甲板に対空噴進弾の垂直発射筒を8基装備。マダガスカル島攻略戦の時は旗艦を務め、空中投下型V1で攻撃を行ったヨルムンガンドを撃破し窮地を脱している。後に退役したが琵琶州大震災時には被災者を艦内に宿泊させていた。
航空爆撃戦艦「米利蘭土」（メリーランド）
紅玉艦隊旗艦。ハワイ海戦で拿捕した米戦艦を大改装したもの。改装後の速力は29ノットに上がった。同型艦は軽掘尼亜（カリフォルニア）、西処女阿（ウエストヴァージニア）、手音使（テネシー）。前部主砲および後部3番主砲を外し、艦橋を改造して格納庫を設け「爆龍」・「鮫龍」をカタパルトで発艦させる。他にも水防に新しいシステムを取り入れたり、後部に魚雷艇を搭載したりと実験艦としても作られている。カタパルトは対地攻撃用ン式噴進弾3発を発射可能。軽掘尼亜が戦没し、残りの3隻は老朽化で退役した。
航空特殊戦艦「筆汁芭斤」（ペンシルヴァニア）
米利蘭土と同じくハワイ海戦で拿捕した米戦艦を大改装した艦で同型艦は根婆太（ネヴァダ）。この2艦は思ったより速力が伸びず（筆汁芭斤26.5ノット、根婆太25.5ノット）、燃料タンクを増やして油槽艦能力を付加し春嵐を搭載した航空特殊戦艦になった。双方とも戦没。
航空巡洋艦「東光」
対潜航空護衛艦隊旗艦。キエフ級航空母艦のような斜め飛行甲板を装備した航空巡洋艦。当然前世に該当する関係は存在しないが、サイズは飛鷹型航空母艦に近く、装備や艦型は妙高型重巡洋艦に近い。対潜哨戒機「仙狩」および20.5サンチ連装主砲の対潜弾や短魚雷等の対潜装備を活かして、Uボート艦隊を撃滅し朝日島設営隊を守った。自衛用の「対魚雷自動反撃用速射装置（現代でいうCIWSの対潜版）」による「マ式豆爆雷」を初めて使用したのもこの艦である。作中、活躍の機会はなかったが、「10サンチ65口径連装高角砲」などの防空装備も持っていた。
航空母艦「瑞鷹」（ずいよう）
坂元艦隊に所属する航空母艦。姉妹艦に「雲鶴」がある。
航空母艦「紅鶴」（べにつる）
紅玉艦隊に所属する支援空母。姉妹艦に「白鶴」がある。
対潜水雷艇母艦「洋鯨」（ようげい）
艦尾に捕鯨母艦のような「大型開口スリップウェー」を持つ特務母艦。小型水雷艇の発進・収容や補給などを行う。米ロスアラモス原子爆弾研究所攻撃を主目的とした『弦月』作戦において、高杉艦隊パナマ運河攻撃隊に随伴し、水雷艇部隊と共に敵航空機部隊を誘う欺瞞行動に活躍した。
雪嵐級駆逐艦（ゆきあらしきゅう）
ガダルカナル島長駆夜襲攻撃で登場した公称戦速37ノットを誇る駆逐艦で、旗艦は雪嵐。前世陽炎級の近代改修型という設定か、艦型も同等であり、戦速は同吹雪級並みにまでなっている。同型艦は稲妻・雨風・時雨・白雪・潮風。レーダー照準式5インチ連装砲3基・4連装九九式魚雷（音響追尾式）発射管2基、電探連装機銃などを装備。高速凌波性能を持って約1,000kmを長駆、ルンガ・ツラギ両泊地で米駐留艦隊相手に暴れ回った。
黒潮型軍用貨物船
自衛用の対潜・対空装備を施した高速輸送船兼海洋土木工作艦。軍艦のように艦体は細く、巡速20ノット、戦速30ノットを誇る高速艦。港湾工事用のアースドリルを装備し、印度領ラカディブ諸島内の紺碧艦隊インド洋支援基地「朝日島」建設に同型艦5隻が投入された。コミック・OVAでは前世の一等輸送艦と同様の外観であった。

### 日本（航空機）
電征
後世太平洋戦争劈頭、やがて航空戦力として能力不足が見えている零戦に代わる新型艦上戦闘機として、リーガン艦隊誘き寄せの大欺瞞作戦『天元作戦』から登場。後世第2次大戦を通して日本海軍主力艦戦として活躍し、イギリスにも供与された。
原作小説では当初よりターボプロップ機として設定されているが、コミック版では後の改良型がターボプロップに換装したことになっている。零戦より運動性は悪化しているが、大型化により居住性が向上し、また操縦士の適性によって大口径機銃と小口径機銃の多数装備を選べるようになっている。
噴式零戦（嶺花/れいか）
マダガスカル攻略戦から使用された噴式艦上戦闘機。零式艦上戦闘機にちなんでの命名。OVAでは旭日艦隊の艦載機としても使用された。形状はF-86Fセイバーに似ている。この名称は前世における正式の命名規則（零式艦上戦闘機の零式は、皇紀2600年制式採用によるものである）をかなり逸脱している。そのためコミック版においては、嶺花が制式名称であり、噴式零戦は外見が零戦に似ているがための通称であると設定され、外観も零戦に類似したものにデザインが直されている。
OVA版でも嶺花が制式名称という設定にされたが、外観はF-86類似である。
閃電改
OVA版で艦上対戦車攻撃機『殲鬼』の代わりに登場する噴式艦上戦闘機、対地・制空両用機として大活躍した。外観はF9F-6 クーガーそのものだった。旭日艦隊でも使用され、後半の主力戦闘機を務めた。
前世では計画だけに終わったものの同名の戦闘機が存在するが、デ・ハビランド バンパイアのような双ブーム形式で中央胴体後部にエンジンを持つ、単発推進式のプロペラ機である（バンパイアはジェット機）。
緑電改
モルガン艦隊殲滅戦に投入され、艦隊攻撃の主役となった水上攻撃機。外観は前世『新司偵IV型』をベースに飛行艇化したような形状で、細身の主胴は舟形構造となり、高翼ガル型主翼と短距離離水性能を高める翼上エンジンナセル、翼端引き上げ式フロートが特徴的である。下記「紫式水戦」と共に、支援潜伊1000型と共に運用することで予想外の場所を攻撃でき、事実上の作戦半径は無限。OVAでは片翼に魚雷を搭載していた（原作、コミック共に胴体格納式）。
紫式水戦
モルガン艦隊殲滅戦で「緑電改」と共に投入された水上戦闘機。外観は水滴型風防に少数改良された前世三式戦（キ61 III型）「飛燕」を水上機化した形状である。引き込み式脚の代わりに2個の大型フロートを機体下部に引き込み格納する。単独行動半径は狭めだが、緑電改同様、支援潜伊1000型と共に運用することで、事実上の作戦半径は無限。
木零戦（もくぜろせん/もくれいせん）
字のとおり、木製の零戦。電波吸収塗料を塗っており、ステルス性が高く、被弾にも強い。通常型より速度が速いという。
作中においても、前世においてキ106という木製戦闘機が試作されていることが紹介されているが、キ106は四式戦闘機の木製化戦闘機であり、後世の木零戦のほうが逆にスペックダウンしていることになる。またキ106は既存の機体を木製化したことで、最初から木製機として設計されたYak-9などよりも低性能であると評価されており、木零戦はある意味前世の失敗を繰り返していることになる。ただし作中では同時に、高分子工学の発展による接着剤の改善と「閃燕」などにも使われている『画期的木製合板製造技術』により、前世よりも木製機の製造技術が向上したことも述べられている。
春嵐（「しゅんらん」または「はるあらし」）
伊500型に搭載された水上機。晴嵐の後世版に当たる。前世の晴嵐は爆撃機であるが、後世の春嵐は戦闘爆撃機であり、戦闘機としても爆撃機としても使用可能である。フロートを引き込み式にして空気抵抗低減を図っており、前世の晴嵐よりも速度性能は向上している。
春嵐改
戦局の変化に合わせて春嵐の機銃が強化され、20mm機関砲2門となった機体。
噴式春嵐
母艦改装に伴って配備された新型の噴式（ジェット）戦闘機。名前こそ春嵐を襲名しているものの、後述する噴式蒼莱のような春嵐の噴式型ではなく、全くの新設計の機体である。原作表紙絵では双ブーム形式でかつエンテ式という極めて特異な外観であり、フロート形式の水上機。コミック版ではXF2Y-1に尾翼と先尾翼を付加したような外観であり、水上スキー形式を採用している。
蒼萊
震電の生まれ変わりとして開発された高高度局地戦闘機。機首の57mm機関砲で敵重爆撃機を粉砕する。デビュー戦となった帝都初空襲において米国高高度爆撃機B30を全機撃墜するなど、その戦果は著しいものである。
蒼萊改（噴式蒼莱）
噴式化した改良型。艦載機としても使用可能。
桜花
前世のような特攻機ではなく、戦時増産型噴式迎撃戦闘機。蒼莱はかなりの強さを持っているが大量生産向きでは無いため、大量生産ができ、かつ整備もしやすいように桜花は設計されている。離陸はカタパルト射出で行い、着陸はスキーによって行う。前世の桜花に背負い式にジェットエンジンを付加した無骨、かつ生産性の高いデザインの機体に、コクピットの背後に装備した40mm傾斜機関砲を搭載する。
コミック・OVA版ではデザインがより洗練され、両側にインテークを装備しジェットエンジンは内蔵式。機関砲は機首に装備されている（コミック版では、原作小説の無骨なデザインの桜花が、マスコミによる予想図として登場している）。
雷洋
伊601潜に搭載された双発水上攻撃機。前世陸軍機キ45改「屠龍（とりゅう）」に引き込み式フロートを付けて水偵化し、機首に「Bf110」のようなレーダーアンテナを装備した機体である。胴体に魚雷ないしクラスター爆弾を装備する。紺碧艦隊所属艦が大改装によって噴進弾を装備してからは出番が減り、最終的に退役した。
コミックでは機首に電探アンテナが確認できると共に魚雷・爆弾を外付けしているが、OVAでは胴体の爆弾倉に格納し、アンテナも確認できない。
爆龍
紅玉艦隊専用特殊爆撃機、各艦に2機ずつ搭載される。胴体下に無線誘導式のレシプロ子機爆弾（コミック版では再登場時に噴進弾に変更）を搭載し、敵重要施設のピンポイント爆撃を専門とする。ロスアラモス原爆研究所破壊作戦「弦月作戦」で初めて使用された。その後の重要施設破壊作戦で機体が失われていき、バスラ港攻撃作戦で最後まで残っていた4機も2機撃墜・2機海没となり、ついに全機が失われた。
コミックでは無骨な形状をしているが、OVAでは流線型となってすっきりした形状になっている。
爆龍改
胴体下の子機の代わりに、フロートを装着した対潜哨戒型。
鮫龍（こうりゅう）
爆龍の後継機である双発噴式特殊爆撃機。米利蘭土型の格納庫に格納するため可変翼を採用しているが、遙かに大型になってしまったため1機しか格納できず、特務機故2機しか製造されなかった。インド戦線でロンメルを奇襲したが、1機は致命弾を受けてデリー総司令部に突っ込み失われた。
吼星
OVA版で登場するオリジナル噴式重艦上攻撃機。閃電改と同様、インド戦線で登場し独地上部隊を空爆した。発艦時には外装ロケットブースターを使う。前世の陸上爆撃機「銀河」を噴式化したものであり、急降下爆撃も可能。
金鳶（きんし）
超高空電子偵察機、P-38 ライトニング風のエンジンナセル形状を持ち、胴体部は姉妹機であろう「星電」風。インド戦線に投入され、連日、超空母「建御雷」から飛び立ち、超高性能カメラによる写真撮影による敵情視察に活躍した。
海王
原作で登場する双発噴式艦上爆撃機。
前世でいう海軍陸上爆撃機「銀河」、もしくは陸軍四式重爆撃機「飛龍」をジェット化した大型艦爆である。
殲鬼（せんき）
原作・コミックで登場する35mm高速機関砲を搭載した噴式艦上対地攻撃機。機体形状は「日本版スツーカ」といえる逆ガル翼が特徴の前世『九九式襲撃機』を引き込み脚にした性能向上型「キ-71」を噴式化したものである。
印度戦線においてドイツ機甲軍団相手に圧倒的な戦闘能力を見せ付けた。旭日艦隊でも使用され、独重爆撃機アースから艦隊を守った。なお、『旭日』の挿絵、コミック版では形状が大きく違う。
海山
前世でいう艦上攻撃機天山。諸元は『天山12型甲』相当。
蒼山
前世でいう艦上攻撃機流星。
銀星
前世でいう艦上爆撃機彗星。機首13mm固定機銃2丁に換装した『一二甲型 (D4Y2a)』相当である。
泰皇
単発式ターボプロップ艦上爆撃機。上記『銀星』の改修型。固定武装が30mm機関砲になり、火力が強化されている。
空中戦艦 富士
世界を半周できる航続距離（2万2000km）を持つ双胴飛行艇。飛行時間と高高度飛行の関係上ターボプロップ式ワルター機関を使用している。飛行艇ということで、伊1000型など潜補の支援さえあれば世界中のどこまでも攻撃が可能。搭載したTY誘導爆弾で独・ニュルンベルク原爆工場を破壊した。
原作では二式大艇2機を連結した形状だが、OVA版ではその面影を残しつつ、B17を双胴化(正確には主胴が米「P-61」、双胴部が露「ANT-22/MK.1」の三胴型)した形状をしている。
星電
開戦当初から使用されたが改修を重ね、長い間使われ続けた艦上電子偵察機。武装は7.7mm機銃だけ（初登場時）だが高速を活かした強行偵察、警戒管制・敵通信傍受など、日本の勝利に大きく貢献した。水上機型は「星電改」で伊700型や比叡の水偵として使用された。
コミック版では双胴機だが、OVA版では新司偵にレドーム2基が付いたものになっている。
飛鴎
原作に登場する対潜攻撃能力を持つ警戒管制機。水上機でもある。
コミック版では海軍水上機ではなく陸軍重爆「飛龍」からの改造機であり、星鵬の前身となる電子作戦機である。上部警戒レーダと機体下部の可倒式八木型送受信アンテナを装備し、上部警戒レーダーの死角を極力抑えるために水平尾翼両端に垂直方向舵が移設された。
星鵬（鳳とも書く）
コミック版で「飛鴎」の後継機としてインド戦線から投入された大型の艦上電子作戦機。下部アンテナの代わりに電子作戦用レドームが付いた「飛鴎改修型」と意識して描かれているが機体形状・サイズは前世海軍陸爆機「銀河」計画時にあった艦爆仕様で、機首の爆撃手席部分は上部だけ天測用らしい観測窓、尾翼は九六式陸上攻撃機と同じに描かれている。警戒管制、チャフ散布、妨害電波発信と、活躍の場は広い。OVAでの外観はE2ホークアイで機体下部にレドームが追加されていた。
対潜哨戒機『雲電』
コミックでのマダガスカル攻略戦の際に坂本艦隊にも配備されていた新鋭の双発ターボプロップ式艦上対潜哨戒機。
後継機である『仙狩』登場後は、滞空性能を生かした『偵察・弾着観測機』などへと運用転換が図られた。
雲流
OVAでのマダガスカル攻略戦の際に雲電の代わりに旭日艦隊軽空母「尊氏」に搭載されていた対潜哨戒機。外観はジェットエンジンを外したP2Vそのものだった。
仙狩（せんしゅう）
東光の艦載機として登場した艦上対潜哨戒機。雲竜とは違い飛行艇型の機体。改良型の「仙狩改」があり、旭日艦隊で使用された。
仙空（二式大艇改）
翼端にワ式推進器を搭載した哨戒飛行艇。尾部に搭載したMED磁気探知機（後のKMX）を駆使して多くのガトー級潜水艦を葬った。原作・コミックでは二式大艇の改良型とされ、外観はあまり変わりないがOVA版での外観はPS-1そのものだった。
徳間書店刊行の「大公開！『紺碧の艦隊』超丸秘ファイル」巻末の『紺碧辞典』においては前世では輸送型だった「二式三二型「晴空」輸送飛行艇」と同じ型式がこの機体に割り振られている。
嵐龍
陸軍に所属する重爆迎撃用掃射機。原作挿絵、コミック版の機体形状はコンベア社のB-32 ドミネーター。上下2段構造になっており、2列に並べた20mmガ式機関砲計16基で弾幕を張り敵機を粉砕する。コミック・OVA版では、編隊殲滅攻撃のコード名を「ミシン縫い」と呼称している（原作では「ミシン縫いの様だ」としか形容していない）。
八王子の空軍基地に所属する第89飛行師団所属20機の内の一編隊5機が帝都爆撃に本土侵入したヨルムンガンド部隊を迎撃、これを壊滅させた。
永電
原作17巻で登場した陸軍長距離偵察機。挿絵イラストで描かれた機体は"九七式重爆撃機"。独逸機甲軍と亜細亜国連軍による蒙古決戦に備え開発された砂漠戦仕様機である。
天嶺（てんれい）
原作17巻で登場した、空挺作戦用に開発された新鋭噴式輸送機。登場した余談の記述に「給油のための着陸経由地」の記載が無いことから、航続距離は北京近郊から帝都までを無給油で飛べるだけの能力があると見られる。前世太平洋戦争後のどの機体に相当するかは不明。
因幡
同じく17巻で存在がほのめかされた、超短距離（100メートル）で離陸可能な支援偵察機。搭乗人数3名で、長時間滞空可能。
長距離旅客飛行艇「碧雲」
原作18巻にて登場する噴式双発飛行艇。「軍用旅客機」とも言える「白鳳」と違い、内地から南洋諸島を結ぶため、非武装であり、乗客60名余りを乗せることが出来る。17巻に出てくる「首相専用機」に改造された飛行艇（米国の「エアフォースワン」に相当）と同等かどうかは不明。
高速武装飛行艇『天神』
コミックオリジナル。前世では試作に終わった『二式三二型「晴空」』輸送飛行艇だが、仙空開発とその後のジェット技術の進展を元に製造されたガル式高翼型の噴式双発飛行艇である。軍用とは思えない、静粛性に優れたジェットエンジンや与圧式の乗客室を持ち、平時になれば武装を外して民間転用することを前提に開発された。原作の『首相専用機』に当たる機体として15巻に登場した。
上記以外にも、（機体名称は出ないものの、原作挿絵の形状から）「LR-1」に似た小型偵察機、OVAのみの『4発化したC-1輸送機』『OH-6風のヘリコプター』なども登場している。

### 日本（陸上兵器）
五式中戦車改
前世大戦末、試作に終わった五式中戦車の後世改良型、通称「チリ改」。印度戦線から登場。熊谷少将（戦時特例により元帥に昇進）率いる機械化師団に約600両が配備された。側面からなら、十分な距離で独軍の重戦車の装甲を打ち抜ける「五式七糎半戦車砲（長）II型」75mm戦車砲を搭載する。バックギアが3段階になっており後退速度が速い。また蒙古決戦では車高が高いため囮用の改修が施されて使われた。
OVAでは砲塔こそ変わらないものの車体は61式戦車そのものだった。
菊式自走砲
原作の印度戦線から登場する自走砲。熊谷機械化師団に約800門配備。最大射程19kmの155mm榴弾砲を装備している。コミック版の外観は四式十五糎自走砲そのものであった。
九式戦車「蒙虎」
蒙古決戦で使用された、五式中戦車改に代わる陸軍主力戦車。おそらく前世の記憶を持つ設計者により、前世の74式戦車の情報を元に「印度戦線での戦訓」を考慮し設計されている。武装は105mm戦車砲、7.62mm機関銃、12.7mm重機関銃、60mm迫撃砲。全備重量は45t。五式中戦車改と同じく速度が速い（路外速度43km/h）。しかしいろいろな新機能を取り入れたため、1台の値段が高くメンテナンスも難しい。初期生産だけで終わり、後の第3次世界大戦では改修版が少数使われただけだった。
コミック・OVAでの外観は完全に74式戦車であったが、文庫版扉絵では発煙弾発射機が8連装2基となり、車体正面には爆発反応装甲と見られるパネルが確認できる。
鉄槌砲
上記の蒙虎と共に原作の蒙古決戦に登場した特殊火砲。一見すると通常の野戦加農砲と変わらないが、最大の特徴は使用される「特殊砲弾」にあり、砲弾尾部に感圧式などの信管が仕込まれており、「砲撃散布型地雷」として機能する所にある。数少ない新型戦車と、敵の進軍を阻むように撃ち込まれたこの特殊砲弾によって、精鋭で鳴らした独逸機甲師団のティーゲル戦車部隊を、完膚無きまでに撃破することが出来た。中国軍が用いた「円盤投擲型地雷発射機」のような即時展開性はないが、日頃の猛訓練と想定戦場の精密測量により、その力を存分に発揮したといえよう。
六式装輪指揮通信車
OVAでのみ登場する指揮官専用装甲車。外観は82式指揮通信車そのもの。原作ではこの車両に関する記述はないが、熊谷機械化師団に「高機動兵員輸送車」約1,200両が配備されている。コミックにおいても「それらしい車両」が登場していた。
この他、OVAでは制式名こそ明らかにされないものの、96式装輪装甲車や73式小型トラック（新）にしか見えない車両の姿も確認することが出来る。

### アメリカ（艦船）
スペリオル（OVAではスペリオール）
米海軍が照和17年に配備した6万トン級の新鋭超大型空母。同型艦に「ヒューロン」。リーガン艦隊の旗艦を務めていたが、艦載機を高杉艦隊に潰され、甲板にダメージを負って着艦不能になった赤城の電征をハワイまで運ぶ羽目になった。コミック版での外観は戦後に登場した大型空母ミッドウェイそのものである。

### アメリカ（航空機）
B29
帝都初空襲の時点で既にB30が開発されており、後に日本に中古機を譲り、改良版が印度戦線や蒙古決戦などで活躍することとなった。
B30
米軍の4発重爆撃機。ほぼB29と同じ外見だが、作戦行動半径はB29より500km大きい3,000km。照和17年4月18日に中国大陸から日本本土を空爆したが、東京上空に侵入した部隊は蒼莱によって全機撃墜された。コミック2巻冒頭で「XB-30」と呼称されていたが、史実では同名の超重爆はペーパープランで終わっており、機体設計を流用した輸送機が造られたのみである。OVAではこの機体が日本に供与された。
B32 フライングデビル
B30に代わる超重爆撃機。外見は前世試作機XB-36（B36の翼端の双発補助ジェットがない状態）そのものである。対日決戦超爆として生産され、初期生産の100機から、真珠湾初空襲のルシファー隊、爆弾倉を多連装ロケットランチャーにした対艦用掃射機型で編成されたデビル隊が結成され対日反攻作戦に投入されたが、日本側に多大な被害をおよぼすものの、全機クリスマス島で返り討ちに遭い全滅した。対米講和直前、戦況が悪化した欧州戦において機体上部にロケットモーター2基を搭載し、格納式ガトリング砲を搭載した『重爆迎撃専用掃射機型』が投入され、帰投する独装甲重爆ラウフェイ部隊を全機撃墜に追い込んだ。
B36 フライングバトルシップ
B32に代わる重爆撃機。大戦終盤から投入されたが、詳細は不明。コミック・OVAでは名が出るものの劇中での活躍はしない。命名順から考えると『B-47』もしくは試作機『YB-35』か同機のジェット版『YB-49』の可能性が高い。
F7F エンジェルキャット
スペリオルに搭載されていたF6Fヘルキャットの後世版艦上戦闘機で、挿絵もF6Fと違いは無い。性能的にも電征の敵ではなかった。どうして名称が前世と変わってしまったのかは不明。コミック・OVAにおいてはF8Fベアキャットと同様のデザインになっており、性能的にも前世のF8Fと同等であれば、後世世界においてはかなり性能向上していることになる。

### ドイツ（艦船）
UX-99
砲撃潜水艦。魚雷発射管は装備せず、艦橋塔上部に砲撃用の折り畳み式測距儀を備え、前後甲板上にあるカプセル状の「水密式旋回砲塔」部に格納した15サンチ2連装速射砲「稲妻砲（ブリッツカノーネ）」の他、対空ミサイル発射機4基や艦橋に計20門の対空機銃を装備し、全長200m以上、水中速力19ノットと当時の富嶽号を上回る性能を有していた。
カリフォルニア湾「アンヘル・デ・ラ・グアルダ島」に建設されていた米核施設を破壊して帰還中、紺碧艦隊に拿捕された。OVAでは艦首に魚雷発射管を最低2門装備し、副武装も2連装機銃2基のみである。
U2500型
終盤で登場した新型潜水艦。深度150mからでも魚雷を発射でき、水中最大速度も27ノット以上ある。
U3000型
U2000型と共に旧式に属し、通商破壊・哨戒を主な任務とする。
日英印軍合同によるマダガスカル攻略戦妨害のため、紅海経由で多数出撃したが、ほとんどが日本帝国海軍の対潜哨戒機や駆逐艦、紺碧艦隊によって撃沈された。
U3100型 -
深度150からの雷撃を可能にした改修型。
しかし対潜駆逐装備を用いて待ち伏せ攻撃を行った紺碧艦隊などの敵ではなかった。
U3333潜
情報収集に特化した攻撃指揮艦。紺碧艦隊でいう「富嶽号」に当たる。
1艦につきU3000型潜12艦を従え、紺碧艦隊のお株を奪うような「飽和雷撃戦術」を行う。しかし、指揮官が己の古代歴史趣味を誇示しすぎたために暗号通信を解読され、仙狩からの攻撃で撃沈された。
グラーフ・ツェッペリン
史実では未完成の空母だが、こちらは就役している。旭日艦隊に撃沈されるまで行動した。
フォン・リヒトフォーヘン級航空母艦
ドイツ海軍の保有する大型空母。実際にはニミッツ級空母と大差ない大きさであるが、通商破壊を念頭に置いた設計のためかなり偏った設計が施される。
ビスマルクII世級戦艦・ビスマルクII世」(同型艦：ビスマルクII世、ティルピッツII世、ロートリンゲン、コトブス)
ドイツ海軍が保有する戦艦でビスマルク級戦艦の改良型。
空中戦艦「富士」の長駆爆撃行により原爆工場を破壊されたことへの意趣返しとして、米国五大湖工業地帯攻撃のため独戦略空軍と共に出撃。その後の顛末は『旭日の艦隊』を参照。
ビスマルクII世は、旭日艦隊側の「心臓作戦」との共同作戦「シンドバット作戦」で、紺碧艦隊の秘匿兵器、熱感知追尾機能を搭載した「有翼噴進弾」と六二誘導魚雷雷撃の『戦術F』により、紅海バブ・エル・マンデブ海峡にて撃沈された。
ティルピッツ級戦艦(同型艦：ティルピッツ、サラミス、エアフォルク、エルサス、フランクフルト)
ビスマルク級戦艦の2番艦であるティルピッツを元にした戦艦。いずれもドイツ海軍の機動部隊や艦隊では旗艦の任務を与えられることが多い。サラミスは地中海艦隊旗艦だったが、コミック版ではシンドバット作戦で、OVAでは旭日艦隊の対艦ミサイルの攻撃で撃沈された。
シャルンホルスト級戦艦(同型艦：アウグスブルク、レーゲンスブルク、リンツ、ポツダム)
史実では2隻存在した戦艦で、ビスマルクII世級と共に量産されている。1番艦は日本武尊によって撃沈され、残りは地中海艦隊の航空艦隊に配備された。
バイエルン級超弩級戦艦「ザクセンII世型」および「ヴュルテンベルクIII世型」
重巡洋艦「マッケンゼンIV世」
いずれも前世では建造中止になった艦。シンドバット作戦で撃沈された。

### ドイツ（航空機）
ヨルムンガンド
独ユンカース社製の1万6000kmの航続距離を持つ大陸往還型ターボプロップ6発超重爆撃機。初登場は帝都爆撃決死隊。緊急時用としてロケットブースター4機を垂直尾翼に付け、戦闘離脱時など急加速することも可能。インド戦線でも一部運用されたものの、後継である「アース」にその地位を奪われた。史実の計画機Ta 400をモデルにしている。OVAでは噴式型「ヨルムンガンドD」も登場した。
ハインケルHe162
コミック5巻『空中戦艦富士出撃』にて、「ハインケルの新型」としか呼称されていない単座単発の軽戦闘ジェット。
Ta152と共に、ニュールンベルク原子爆弾製造工場破壊に成功した富士の迎撃に現れた。機体形状・塗り分けは、ロンドン郊外のイギリス空軍博物館 (RAF Hendon) に保存されているHe 162 A-2そのものである。
前世においては、第二次世界大戦末期、追いつめられたドイツが短時間で簡易量産できる防空戦闘機として「フォルクスイェーガー（“Volksjäger”、「国民戦闘機」の意）」の名で計画されたのだが、後世において領土拡張の末に世界最大の版図を持つ超帝国となってしまったナチス独逸空軍内で、どのような位置づけで開発されたのかは不明。
スツーカII
OVAで登場する、Ju 87（スツーカ）の2代目。主脚の収納に特徴がある。
スツーカ型噴式艦上攻撃機
Ju 87をジェットエンジンに換装して艦上機に改めたもの。アイスランド沖海戦において参加したものの、旭日艦隊の砲撃により消し炭になった。
その他、『旭日の艦隊』にも登場したホルス16、Go686 マグニ、Me262、シードラッヘン、Ju107 ユンカースなどが登場している。

### 海の目（潜水艦）
U・マック
影の政府「海の目」が保有する潜水艦でベンツァーが主導で建造した潜水艦で同形艦は劇中において6隻建造され、世界各地の紛争地域の影に暗躍する。

## アニメ版

### スタッフ
- 原作 - 荒巻義雄
- 監督 - 神田武幸（第三期まで）→又野弘道（第四期から）
- シリーズ構成・脚本 - 高橋良輔
- キャラクターデザイン - 須田正己
- メカデザイン - 山内則康（第一期）、江面久（第二期）、棚澤隆（第三期、#16 - #18・#22 - #32）、梶谷光春（#13 - #15・#17 - #32）
- 美術監督 - 佐藤広明→佐藤ヒロム（#26から）
- 色彩設定（カラーデザイン） - 志甫聡子（第一期）、伊藤由紀子（#3・#5）、野口稔（#4・#6・#7・#9・#11）、越川よしみ（#4・#6）、森博行（#8・#10・#12）、丸山美江子 (#19)、安藤智美（#20から）
- 撮影監督 - 高橋明彦（第一期）、笹野進一（第二期まで）、宇津畑隆（第二期から）、中條豊光（第三期）、不在（第四期）、高瀬勝（#22から）
- 音響監督 - 松浦典良、関崎佳世（#25・#26のみ）
- 音楽 - 服部克久（第一期）、槌田靖織
- プロデューサー - 横尾道男（第二期まで）→河内牧栄（第三期）→尾形直彦（第四期）→林亮太（#23から）、菊川幸夫（第一期のみ）、宮田智行（#4まで）→阿部倫久（#5から）
- アニメーション制作 - J.C.STAFF
- 製作 - 徳間書店、徳間ジャパンコミュニケーションズ（第一期のみ）
- ナレーション：麦人
なお、アニメ版はタイトルバックの居村眞二デザインの紺碧会エンブレムやストーリー構成に居村版コミックの影響がうかがわれるが、スタッフとしては特にクレジットされていない。

### 主題歌
エンディングテーマ「DEEP BLUE」（第一期シリーズのみ）
作詞・作曲・歌 - 福田眞純 / 編曲 - 新井理生

### 各話タイトル
| 話数           | サブタイトル                   | 絵コンテ       | 演出           | キャラ作画監督             | メカ作画監督      | ビデオ                                                 | 時間           |
| 第一期シリーズ | 第一期シリーズ                 | 第一期シリーズ | 第一期シリーズ | 第一期シリーズ             | 第一期シリーズ    | 第一期シリーズ                                         | 第一期シリーズ |
| -------------- | ------------------------------ | -------------- | -------------- | -------------------------- | ----------------- | ------------------------------------------------------ | -------------- |
| 1              | 運命の開戦                     | -              | 真野玲         | 須田正巳                   | 山内則康          | セルビデオ：1994年3月 レンタルビデオ：1993年12月       | 47分           |
| 2              | パナマ運河爆撃す               | -              | 真野玲         | 須田正巳                   | 山内則康          | セルビデオ：1994年3月 レンタルビデオ：1994年2月        | 46分           |
| 第二期シリーズ |                                |                |                |                            |                   |                                                        |                |
| 3              | 帝都初空襲                     | -              | 又野弘道       | 須田正巳                   | 江面久            | セルビデオ：1995年12月 レンタルビデオ：1995年6月       | 49分           |
| 4              | 天元作戦発令                   | -              | 関田修         | 粟井重紀 須田正巳          | 棚沢隆            | セルビデオ：上記に同じ レンタルビデオ：1995年7月       | 48分           |
| 5              | トレス海峡封鎖作戦             | 篠幸裕         | 又野弘道       | 須田正巳                   | 江面久            | セルビデオ：1996年1月 レンタルビデオ：1995年8月        | 48分           |
| 6              | 一撃轟沈タスマン海戦           | -              | 関田修         | 粟井重紀 須田正巳          | 棚沢隆            | セルビデオ・レンタルビデオ：上記に同じ                 | 45分           |
| 第三期シリーズ |                                |                |                |                            |                   |                                                        |                |
| 7              | クリスマス島攻略               | 又野弘道       | 又野弘道       | 粟井重紀 須田正巳          | 棚沢隆            | セルビデオ：1996年12月 レンタルビデオ：1996年6月       | 43分           |
| 8              | 原爆阻止作戦                   | 篠幸裕         | 関田修         | 須田正巳                   | 松本淳            | セルビデオ・レンタルビデオ：上記に同じ                 | 44分           |
| 9              | 天極作戦発動                   | 又野弘道       | 又野弘道       | 清山滋崇 粟井重紀 須田正巳 | 棚沢隆            | セルビデオ：1997年1月 レンタルビデオ：1996年8月        | 43分           |
| 10             | 超巨艇欧州を翔ぶ               | 篠幸裕         | 関田修         | 須田正巳                   | 棚沢隆            | セルビデオ・レンタルビデオ：上記に同じ                 | 42分           |
| 11             | 新装紺碧艦隊出撃               | 又野弘道       | 又野弘道       | 清山滋崇 粟井重紀 須田正巳 | 棚沢隆            | セルビデオ：1997年2月 レンタルビデオ：1996年10月       | 44分           |
| 12             | 風雲マダガスカル               | 関田修         | 関田修         | 須田正巳                   | 棚沢隆 竹内昭     | セルビデオ・レンタルビデオ：上記に同じ                 | 39分           |
| 第四期シリーズ |                                |                |                |                            |                   |                                                        |                |
| 13             | 独超重爆撃機要撃作戦           | 又野弘道       | 山口武志       | 須田正巳                   | 梶谷光春          | レンタルビデオ：1998年1月 （注：これ以降レンタルのみ） | 37分           |
| 14             | 紅海雷撃作戦                   | 又野弘道       | 又野弘道       | 和田崇                     | 梶谷光春          | レンタルビデオ：1998年1月                              | 36分           |
| 15             | 海中要塞鳴門出撃               | 又野弘道       | 又野弘道       | 和田崇                     | 梶谷光春 水村雄之 | レンタルビデオ：1998年3月                              | 38分           |
| 16             | 前原少将危機一髪!              | 山口武志       | 山口武志       | 須田正巳                   | 棚澤隆            | レンタルビデオ：上記に同じ                             | 39分           |
| 17             | 暗雲印度洋浪高し!              | 又野弘道       | 又野弘道       | 和田崇                     | 梶谷光春          | レンタルビデオ：1998年5月                              | 37分           |
| 18             | 殲滅・独逸水中襲撃艦隊         | 山口武志       | 山口武志       | 須田正巳                   | 重田智            | レンタルビデオ：上記に同じ                             | 36分           |
| 19             | 熱風、印度亜大陸!              | 又野弘道       | 又野弘道       | 須田正巳                   | 梶谷光春          | レンタルビデオ：1999年10月                             | 38分           |
| 第五期シリーズ |                                |                |                |                            |                   |                                                        |                |
| 20             | 電撃、ロンメル軍団出撃す!      | 又野弘道       | 又野弘道       | 須田正巳                   | 梶谷光春          | レンタルビデオ：2000年3月                              | 37分           |
| 21             | 超弩級空母建御雷出撃す!        | 又野弘道       | 又野弘道       | 須田正巳                   | 梶谷光春          | レンタルビデオ：2000年7月                              | 36分           |
| 22             | 陸海立体作戦カマイタチ!        | 又野弘道       | 又野弘道       | 須田正巳                   | 梶谷光春          | レンタルビデオ：2001年2月                              | 36分           |
| 23             | デカン高原攻防戦               | 又野弘道       | 又野弘道       | 須田正巳                   | 梶谷光春          | レンタルビデオ：2001年5月                              | 35分           |
| 24             | 決戦!印度南方要塞              | 又野弘道       | 又野弘道       | 須田正巳                   | 梶谷光春          | レンタルビデオ：2001年8月                              | 37分           |
| 第六期シリーズ |                                |                |                |                            |                   |                                                        |                |
| 25             | 神聖欧州帝国成立               | 又野弘道       | 又野弘道       | 須田正己                   | 梶谷光春          | レンタルビデオ：2002年4月                              | 37分           |
| 26             | 満州視察隠密行                 | 又野弘道       | 又野弘道       | 遠藤栄一                   | 棚澤隆            | レンタルビデオ：2002年6月                              | 37分           |
| 27             | 超秘匿潜艦亀天北進せよ!        | 又野弘道       | 又野弘道       | 須田正己                   | 梶谷光春          | レンタルビデオ：2002年8月                              | 34分           |
| 28             | 嗚呼、アイスランド沖海戦       | 又野弘道       | 又野弘道       | 遠藤栄一                   | 棚澤隆            | レンタルビデオ：2002年11月                             | 33分           |
| 29             | 決戦に向けて、序曲高まる!      | 又野弘道       | 又野弘道       | 須田正己                   | 梶谷光春          | レンタルビデオ：2003年1月                              | 38分           |
| 30             | 赤道大海戦                     | 又野弘道       | 又野弘道       | 遠藤栄一                   | 棚澤隆            | レンタルビデオ：2003年4月                              | 36分           |
| 31             | 鉄十字（ハーケンクロイツ）の鎌 | 又野弘道       | 又野弘道       | 須田正己                   | 梶谷光春          | レンタルビデオ：2003年6月                              | 37分           |
| 32             | 亜細亜の曙                     | 又野弘道       | 又野弘道       | 須田正己 遠藤栄一          | 梶谷光春 棚澤隆   | レンタルビデオ：2003年8月                              | 32分           |

### 映像化
レンタル用にVHSが制作されたほか、DVDは1巻に2話を収録し、下記のスケジュールで発売された。
1巻
2000年6月発売
2巻 - 9巻
2000年7月 - 10月の毎月、2巻ずつ同時発売
10巻 - 12巻
2002年4月、3巻同時発売
13巻
2002年10月発売
14巻
2003年4月発売
15巻
2003年7月発売
16巻
2003年10月発売
また、2005年には3つのボックスに両シリーズ全巻を収録している『「紺碧の艦隊」×「旭日の艦隊」COMPLETE DVD-BOX』が発売された。
1. 2005年7月29日
2. 2005年9月23日
3. 2005年11月25日

2011年には6年振りに『BD-BOX』として発売が決定、専用ホームページも開設された。
2012年3月からはアニマックスにて全話放送が予定されている。

### 紺碧の艦隊 特別編 蒼莱開発物語
紺碧の艦隊 特別編 蒼莱開発物語（こんぺきのかんたい とくべつへん そうらいかいはつものがたり）は照和17年4月の帝都初空襲（原作2巻・アニメ3話にて描かれた）において、B30爆撃機を撃墜した高高度局地戦闘機「蒼莱」の開発秘話である。COMPLETE DVD-BOX1に特典として収録されている。レンタル承諾版DVDでは付属していない（単品販売や単品レンタル承諾もされていない）為、レンタルDVD店には置かれていない（VHSがレンタルビデオの主流だった時代には、単品でも販売されていたこともあり、シリーズ本伝と同じように扱われていた）。その為、COMPLETE DVD-BOX1を購入せずに視聴する手段はTV放映のみであったが、2012年7月22日19:00 - 19:50の放送枠で、専門チャンネル「アニマックス」にて初放映された。

#### あらすじ（特別編）
ある日、敵重爆撃機迎撃について話し合っていた大高・高野の両名は前世、幻に終わった局戦震電の復活を思いつく。そして調査の結果、前世の開発者、鶴野正敬が鶴田正規・正敬の2人の兄弟として転生したことが判明する。

#### 登場人物（特別編）
鶴田正敬
声 - 檜山修之
鶴田正規の弟で海軍パイロット。蒼莱の試験飛行を担当する。震電を開発した旧海軍航空技術廠飛行機部の鶴野正敬大尉（終戦時少佐）の飛行技術を持って転生する。
鶴田正規
声 - 松本保典
鶴田正敬の兄で帝国大学教授。蒼莱の開発を担当する。震電を開発した鶴野正敬の開発技術を持って転生する。
佐織
声 - 篠原恵美
鶴田兄弟が想いを寄せる料亭の芸者。飛行機のパイロットであった兄が死んだため、パイロットを嫌っている。

#### スタッフ（特別編）
- 原作 - 荒巻義雄
- 監督 - 又野弘道
- 脚本 - 高橋良輔
- キャラクターデザイン・総作画監督 - 須田正巳
- メカニックデザイン・メカニック作画監督 - 棚澤隆
- 絵コンテ - 綴爆
- 演出 - 関田修
- 美術監督 - 佐藤広明
- 撮影監督 - 黒澤豊
- 音響監督 - 松浦典良
- 音楽 - 槌田靖織
- プロデューサー - 河内牧栄、阿部倫久
- アニメーション制作 - J.C.STAFF
- 製作 - 徳間書店

## 備考
物語内の司令、司令官等の使い方は史実とやや異なる。本来は下記の通り。
- 連合艦隊司令長官、○○艦隊司令長官…（大、中将）長官、もしくは司令長官
- 要港部司令官、○○水雷戦隊司令官等…（中将、少将）司令官
- 駆逐隊司令、航空隊司令等…（大佐）司令

また軍令部は海軍から独立しているため、1934年の海軍省軍令部業務互渉規程の裁可以降は海軍軍令部とはいわず単に軍令部と称する。

### 作品の評価
書籍は作中での日米和平に先立つころから、初刷しか出なくなっていたが、OVA版は、後世第2次世界大戦の終結まで描ききっており、派生作品「旭日の艦隊」の続編「新旭日の艦隊」のコミック版は、本編完結後3年経過した2009年にも「新・旭日の艦隊 須佐之男死闘編」が新規に発売されるなど、ゲーム、ガレージキット等を含めた商業レベルでは、仮想戦記作品として最も成功した作品と言える。
批判については「落日の艦隊 シミュレーション戦記批判序説」（如月東 KKベストブック 1998年 ISBN 4-8314-9320-1）という、SF戦記物小説、特に艦隊シリーズに対する矛盾点を厳しく批判した書籍が発行されている。同書では、阪神大震災の直後に、作品中で、同様の地震を起こした点は特に批判されている。

## CDドラマ
- デジタルストーリー 紺碧の艦隊 第1話「運命の開戦前夜」（徳間ジャパンコミュニケーションズ）
- デジタルストーリー 紺碧の艦隊 第2話「激突!真珠湾海戦」（徳間ジャパンコミュニケーションズ）
- デジタルストーリー 紺碧の艦隊 第3話「爆砕!パナマ運河」（徳間ジャパンコミュニケーションズ）

## ゲーム
メディアミックス戦略の一環として、OVA発売に合わせて幾つかのゲーム版がリリースされている。マイクロキャビン版は続編も複数作られている。

### 『紺碧の艦隊』（開発：マイクロキャビン）
紺碧艦隊や高杉艦隊等を指揮する戦術級ウォー・シミュレーションゲーム。戦闘は敵味方同時進行するリアルタイム方式。
- PC-9801版（1994年12月、販売：マイクロキャビン） 他プラットフォーム版よりも描画性能に劣るためか、原作・漫画版的な雰囲気が強い。
- PC-FX版（1995年3月31日、販売：NECホームエレクトロニクス） 動画再生能力を活かし、OVAそのままのアニメーションイベントが多数収録されている。
- 3DO版（1995年4月15日、販売：松下電器産業）　イベントシーンはOVAから流用した一枚絵を使用しているがアニメーションは少ない。戦術画面が3D化されている。

### 『紺碧の艦隊２ PERFECT』（開発：マイクロキャビン）
後世日本の首班となって後世日本を導く戦略級シミュレーションゲーム（戦術マップも存在する）。戦略の舞台は太平洋だけでなく、大西洋、ヨーロッパも対象となり、基地数も増加された。ここからオリジナル要素が強くなり、自由に艦隊を編成できたり、史実通りドイツ帝国と同盟を結び続けるなど原作とは異なる展開も可能。戦術面では、投網弾を使って航空機の動きを制御したり、特殊魚雷を使用する"戦術G7"など原作にもある特殊戦術が可能になった。
ちなみに、ドイツとの同盟を破棄すると、原作兵器(例：電征、蒼莱）が開発されていくが、同盟を続けると史実兵器（例：烈風、震電）が開発されるようになる。
オリジナルの艦船を設計作成できるHLG55システムを搭載し、艦船を設計してゲームに登場させることができる。
- PC-9801『紺碧の艦隊2 PERFECT』（1995年12月8日[4]、販売：マイクロキャビン）
- Windows 95『紺碧の艦隊2 PERFECT』（1996年6月、販売：マイクロキャビン）　PC9801版と内容は同一だが、Windows対応に合わせウィンドウベースのUIへの改良やBGMの強化が行われている。

### 『紺碧の艦隊2 ADVANCE』（開発：マイクロキャビン）
上記PERFECTの改良版。
- Windows 95『紺碧の艦隊2 ADVANCE』（1997年12月、販売：マイクロキャビン）
- Windows『紺碧の艦隊2 ADVANCE』（2002年5月24日、販売：インターチャネル、前記Win95版のリニューアルパッケージ、Win98/2000/XP対応）

### 『紺碧の艦隊』（発売：エンジェル／開発：アクセス）
ミッションクリア型の戦術級ウォー・シミュレーションゲーム。戦略的要素もあり、インターミッションにて各種技術や東方エルサレム共和国へ投資することで新兵器の配備等が早まるなどの効果がある。
- スーパーファミコン（1995年11月2日、エンジェル）

### 『紺碧の艦隊×旭日の艦隊』（開発：ダーツライブゲームズ（現：アルグラフ））
ソーシャルゲームとして制作されたカードバトルゲーム。
- モバゲー版『紺碧の艦隊×旭日の艦隊』（2011年9月12日）
- GREE版『決戦！紺碧の艦隊×旭日の艦隊』（2012年1月12日）
- Yahoo!モバゲー版『紺碧の艦隊×旭日の艦隊PC』（2012年12月7日）

## 関連書籍
- 『大公開!『紺碧の艦隊』超丸秘ファイル』徳間書店、1992年10月31日刊行 ISBN 978-4-19-174979-5